# Woronky (Lubny)
Woronky (ukrainisch Вороньки; russisch Вороньки Woronki) ist ein Dorf in der ukrainischen Oblast Poltawa mit etwa 1200 Einwohnern (2001).

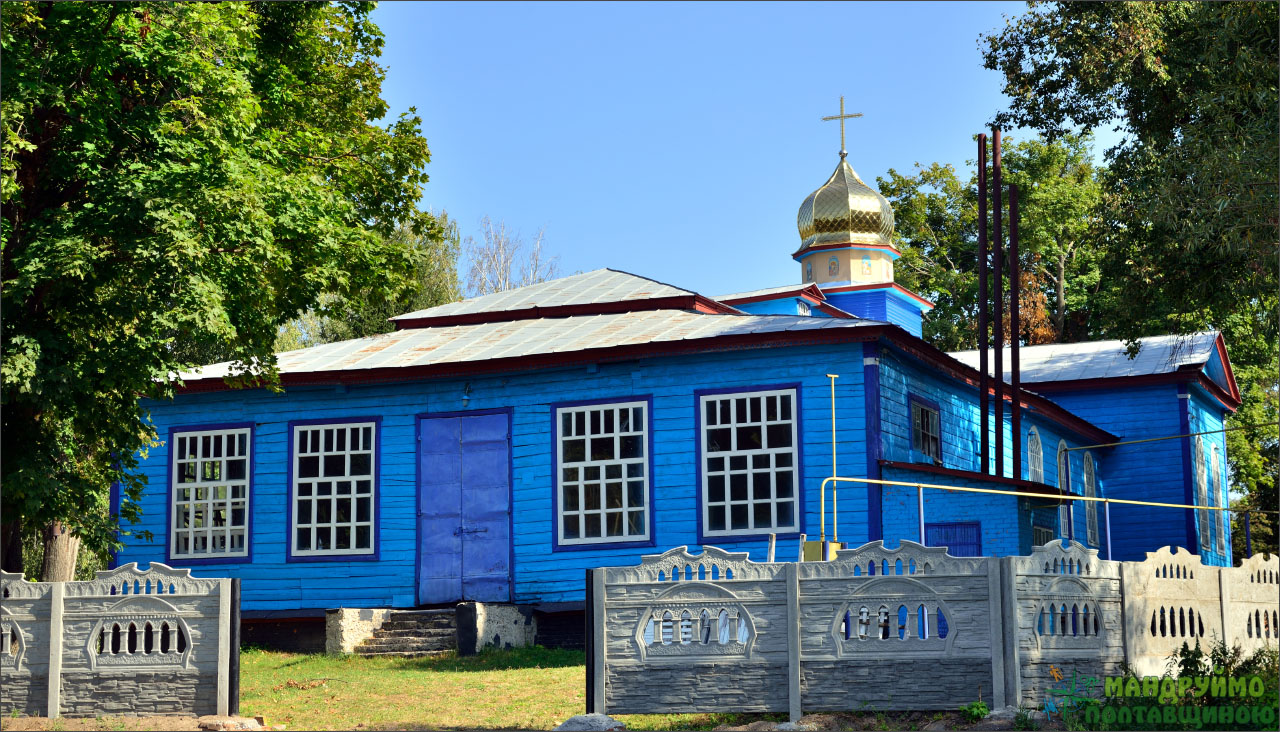
Die Holzkirche der Geburt der Heiligen Jungfrau in Woronky

Das erstmals im späten 16. Jahrhundert schriftlich erwähnte Dorf liegt auf einer Höhe von 97 m am Ufer der Mnoha (Многа), einem 59 km langen, linken Nebenfluss des Udaj, 11 km südöstlich vom ehemaligen Rajonzentrum Tschornuchy und 165 km nordwestlich vom Oblastzentrum Poltawa. Durch das Dorf verläuft die Territorialstraße T–17–14.
Am 4. Juli 2018 wurde das Dorf ein Teil der neugegründeten Siedlungsgemeinde Tschornuchy, bis dahin bildete es zusammen mit den Dörfern Hajky (Гайки), Jazjukowe (Яцюкове), Krasne (Красне), Nowa Dibrowa (Нова Діброва) und
Pisnyky (Пізники) die gleichnamige Landratsgemeinde Woronky (Вороньківська сільська рада/Woronkiwska silska rada) im Osten des Rajons Tschornuchy.
Am 17. Juli 2020 kam es im Zuge einer großen Rajonsreform zum Anschluss des Rajonsgebietes an den Rajon Lubny.

## Söhne und Töchter der Ortschaft
- Hryhorij Markewytsch (1849–1923), Schriftsteller, Volkskundler, Journalist und Herausgeber
- Alexei Dmitrijewitsch Pereljot (Алексей Дмитриевич Перелёт, ukrainisch Олексій Дмитрович Перелет Oleksij Perelet; 1914–1953), sowjetischer Testpilot für Militärflugzeuge im Zweiten Weltkrieg[5]